# 程家沟古墓
程家沟古墓，位于山东省潍坊市青州市普通乡程家沟村，是中华人民共和国全国重点文物保护单位之一。
1992年6月12日，公布为山东省文物保护单位，2013年5月公布为全国重点文物保护单位，是一座古墓葬。